# Route nationale 600
Die N600 war eine französische Nationalstraße, die 1933 in drei Teilen zwischen Raulhac und der N9 nördlich von Marvejols festgelegt wurde. Ihre Gesamtlänge betrug 97 Kilometer. 1937 bekam sie zwischen Laguiole und Aubrac eine neue Trasse und die alte wurde zur D15. Dabei verkürzte sich die N600 Straße um 2,5 Kilometer, aber der Abschnitt der sie unterbrechenden N587 wurde größer. 1966 erfolgte die Verlängerung um 12,5 Kilometer südlich von Marvejols von der N9 abzweigend bis zur N88 östlich von Chanac. Diese Verlängerung wurde 1973 in N108 umnummeriert und 2006 abgestuft. Der restliche Teil wurde schon 1973 abgestuft.